# Lautrupsbæk
Lautrupsbæk (dansk) eller Lautrupsbach (tysk) er et 2,6 km lang vandløb i det østlige Flensborg i den nordtyske delstat Slesvig-Holsten. Bækken har sit udspring på Adelby kirkegård i Tarup ved sammenløbet af de to fra det østlige Angel komne vandløb Adelby Bæk og Tarup Bæk, løber derfra mod nordvest, passerer Østtangenten og munder ved Ballastkajen i Nørre Sankt Jørgen ud i Flensborg Fjord. I 1900-tallet blev bækken udrettet og reguleret, store afsnit i byområdet blev overbygget. I årene 1989 til 2009 blev derimod store dele af bækken renatureret, det naturlige åløb blev ved flere steder genskabt. 
Lautrupsbækken har 1898 fået navn efter Christian Lautrup, som ejede en vandmølle i Sankt Jørgen.